# Ураловский сельсовет
Ураловский сельсовет — муниципальное образование (сельское поселение) в Шимановском районе Амурской области.
Административный центр — село Ураловка.

## Населённые пункты
На территории поселения находятся 2 села: Ураловка и Кухтерин Луг.
До 2001 года на территории сельсовета находился сейчас упраздненный посёлок Аяк.